# Alcàntera de Xúquer
Alcàntera de Xúquer è un comune spagnolo di 1 419 abitanti situato nella comunità autonoma Valenciana.